# Republic F-84F Thunderstreak
El Republic F-84F Thunderstreak fue un cazabombardero a reacción, fabricado durante los años 1950 por la compañía estadounidense Republic Aviation, a partir del Republic F-84 Thunderjet, pero a diferencia de este, que contaba con un diseño de ala recta, el F-84F disponía de alas con forma de flecha. Existió una versión de reconocimiento aéreo que recibió la denominación RF-84F Thunderflash. A partir del Thunderstreak se desarrolló el turbohélice Republic XF-84H, pero este modelo no pasó de la fase de prototipo.

## Diseño y desarrollo
En 1949, la compañía estadounidense Republic Aviation creó una versión del Republic F-84 Thunderjet con las alas en flecha con la intención de ofrecer un rendimiento similar al del North American F-86 Sabre, que había sido introducido poco antes. Esa versión fue denominada XF-96A, y realizó su primer vuelo el 3 de junio de 1950 a los mandos del piloto Otto P. Haas. Aunque el avión fue capaz de volar a 1115 km/h (693 mph), no se pudo apreciar una gran mejora del rendimiento con respecto al F-84. No obstante, se ordenó la producción en julio de 1950, ya con el nombre F-84F Thunderstreak. La designación F-84 se mantuvo debido a que se pretendía que fuera una mejora del Thunderjet, con el que tenía un 55% de componentes en común.
Para equipar al nuevo modelo, la Fuerza Aérea Estadounidense se dispuso a fabricar el motor turborreactor británico Armstrong Siddeley Sapphire bajo la denominación Wright J65, para el cual había que aumentar el fuselaje del avión y modificar la entrada de aire, lo que hizo que hubiera retrasos en la producción del modelo, por lo que la Fuerza Aérea tuvo que realizar un pedido de F-84G de ala recta como medida provisional.
Una vez el Thunderstreak entró en producción, empezaron a surgir problemas, ya que aunque tenía el 55% de los componentes en común con el F-84, en realidad únicamente el 15% de los instrumentos podían reutilizarse. Además, el avión necesitaba que los largueros de la estructura alar y parte del fuselaje fueran forjados, y en esos momentos solo había tres prensas en Estados Unidos que pudieran realizarlos, por lo que se decidió darle prioridad a la construcción del bombardero Boeing B-47 Stratojet.
Cuando la primera unidad de producción del F-84F voló el 22 de noviembre de 1952, difería de los primeros prototipos en que la cúpula acristalada de la cabina se abría hacia arriba en vez de deslizarse hacia atrás, y también en que contaba con los frenos aerodinámicos en los laterales del fuselaje en vez de en la parte inferior del avión. Inicialmente no se consideró que el avión estuviera listo para estar operativo debido a que se le detectaron problemas de control y estabilidad, por lo que tuvo que ser adaptado con spoilers que mejoraban su control a altas velocidades. Como resultado de este proceso, el F-84F no fue declarado operativo hasta el 12 de mayo de 1954.

## Historia operacional
El Project Run In completó las pruebas operativas en noviembre de 1954 y encontró que el avión estaba a satisfacción de la USAF y que era considerablemente mejor que el F-84G. Sin embargo, los fallos continuos en el motor hicieron que toda la flota fuera inmovilizada en tierra a principios de 1955. Además, el motor J65 continuó sufriendo apagones cuando volaba a través de fuertes lluvias o nieve. Como resultado de estos problemas, la eliminación gradual del servicio activo comenzó casi tan pronto como el F-84F entró en servicio en 1954, y se completó en 1958. El aumento de las tensiones en Alemania relacionadas con la construcción del Muro de Berlín en 1961, dio lugar a la reactivación de la flota de F-84F. En 1962, la flota fue inmovilizada en tierra debido a la corrosión de las barras de control. Se gastaron un total de 1800 horas-hombre para llevar a cada aeronave a su capacidad operativa plena. La corrosión por tensión forzó finalmente el retiro de los F-84F de la ANG en 1971.
El 9 de marzo de 1955, el teniente coronel Robert R. Scott, en un F-84F Thunderstreak, estableció un récord de tres horas, 44 minutos y 53 segundos para el vuelo de 2446 millas de Los Ángeles a Nueva York.
Con la aparición del Repúblic F-105 Thunderchief, que también usaba tomas de aire montadas en la raíz del ala, el Thunderstreak se conoció como la Madre del Thud. El anterior F-84A había sido apodado el "Hog" y el F-84F, "Super Hog", por lo que el F-105 se convirtió en el "Ultra Hog".
En lo que probablemente es uno de los pocos enfrentamientos aire-aire que involucraron al F-84F, dos aparatos de la Fuerza Aérea turca derribaron a dos bombarderos iraquíes Il-28 Beagle que cruzaron la frontera turca por error durante una operación de bombardeo a insurgentes kurdos iraquíes. Este combate tuvo lugar el 16 de agosto de 1962.
El F-84F se retiró del servicio activo con la USAF en 1964 y fue reemplazado por el F-100 Super Sabre de North American. El RF-84F fue reemplazado por el RF-101 Voodoo en unidades de la USAF y relegado al servicio en la Guardia Nacional Aérea. El último F-84F Thunderflash se retiró de la ANG en 1971. Tres RF-84F de la Fuerza Aérea Helénica que se retiraron en 1991 fueron los últimos F-84 operacionales.

## Variantes

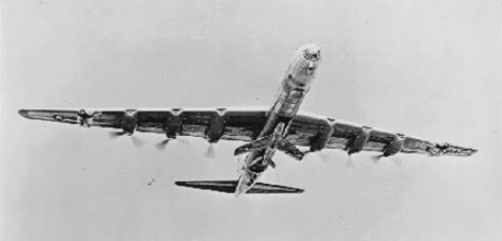
Bombardero GRB-36F transportando un GRF-84F como parte de las pruebas del Proyecto FICON.

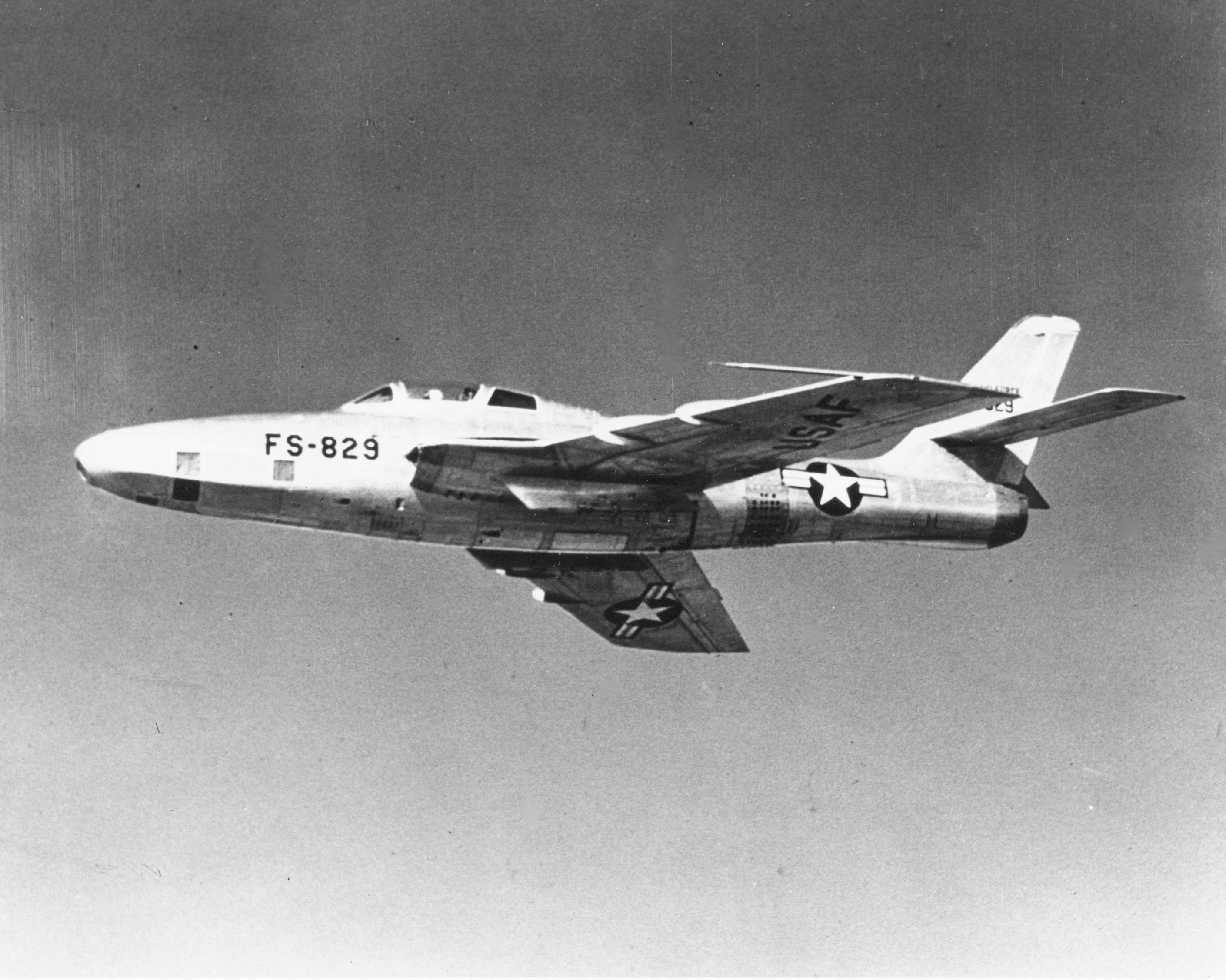
RF-84F Thunderflash, versión de reconocimiento aéreo del Republic F-84F Thunderstreak.

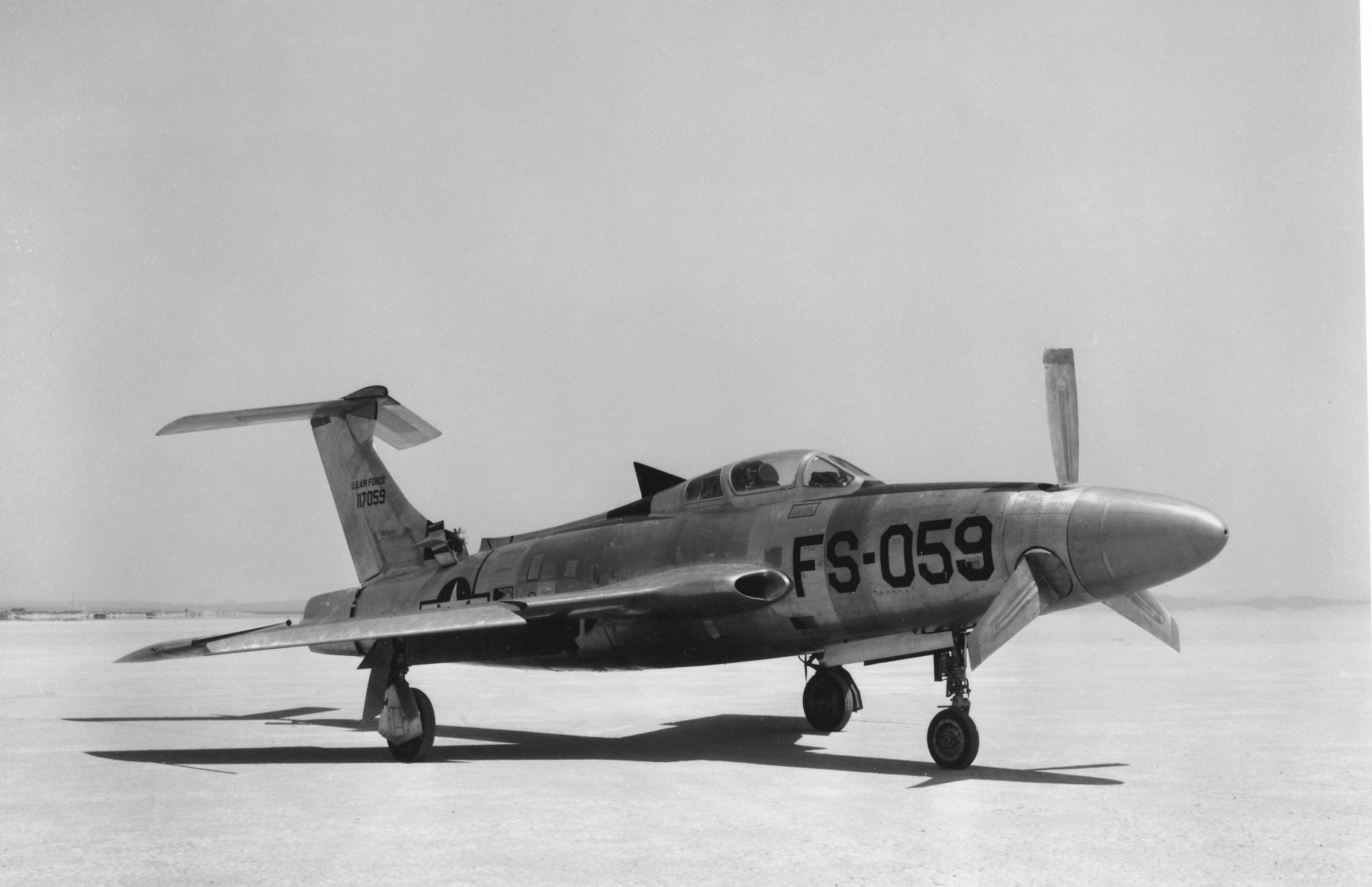
Republic XF-84H Thunderscreech, variante turbohélice del F-84F Thunderstreak.

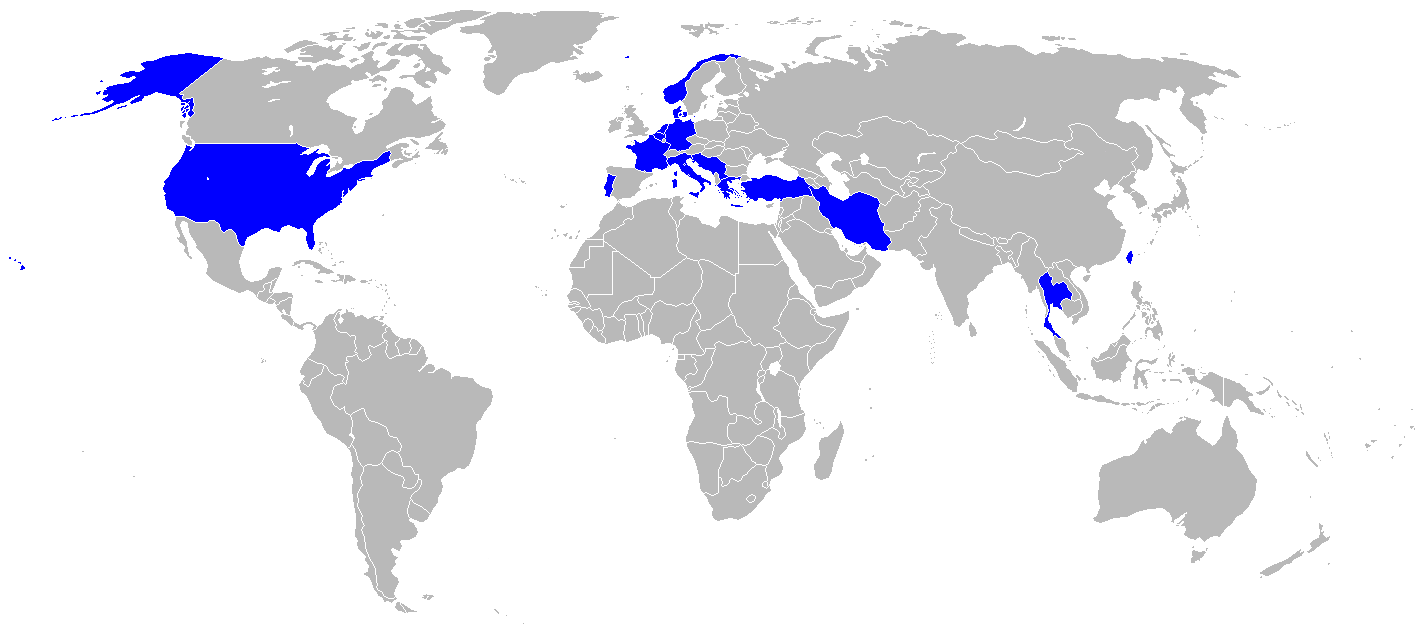
Países que operaron el F-84F Thunderstreak.

YF-84F
Prototipo del F-84F, inicialmente designado YF-96. Dos unidades construidas.
F-84F Thunderstreak
Versión de serie con motores Wright J65. 2713 unidades construidas.
GRF-84F
26 RF-84F fueron modificados para que pudieran ser transportados y lanzados desde la bodega de bombas de un bombardero GRB-36F como parte del Proyecto FICON. Más tarde, 25 ejemplares fueron redesignados RF-84K.
RF-84F Thunderflash
Versión de reconocimiento aéreo del F-84F. 715 unidades construidas.
RF-84K Thunderflash (FICON)
RF-84F con una sonda retráctil para engancharse a los transportes GRB-36D y planos de cola con un marcado ángulo negativo, 25 aparatos redesignados desde RF-84F.
XF-84H
Conversión experimental de dos F-84F, equipados con un motor turbohélice Allison XT40-A-1 que proporcionaba 4365 kW. Fue apodado Thunderscreech por el personal de tierra debido al gran ruido que producía.
YF-84J
Prototipos resultantes de la modificación de dos F-84F con cambios en el frontal y el fuselaje, y que contaban con un motor General Electric J73 con el que podía alcanzar Mach 1,09. Después de construir dos prototipos, el proyecto fue cancelado debido al coste excesivo de la conversión.

## Operadores
Alemania
- Luftwaffe

 Bélgica
- Componente Aéreo Belga: 197 F-84F y 34 RF-84F, que operó desde 1955 hasta su retirada.

 Dinamarca
- Real Fuerza Aérea Danesa

 Estados Unidos
- Fuerza Aérea Estadounidense

 Francia
- Ejército del Aire Francés

 Grecia
- Fuerza Aérea Griega

 Irán
- Fuerza Aérea Imperial Iraní

 Italia
- Aeronautica Militare

 Países Bajos
- Real Fuerza Aérea Neerlandesa

 Noruega
- Real Fuerza Aérea Noruega

 Portugal
- Fuerza Aérea Portuguesa

 República de China
- Fuerza Aérea de la República de China

 Turquía
- Fuerza Aérea Turca

 Yugoslavia
- Fuerza Aérea Yugoslava

## Especificaciones

### Características generales
- Tripulación: Uno (piloto)
- Longitud: 13,2 m (43,4 ft)
- Envergadura: 10,3 m (33,6 ft)
- Altura: 4,4 m (14,4 ft)
- Superficie alar: 30 m² (322,9 ft²)
- Peso vacío: 5200 kg (11 460,8 lb)
- Peso máximo al despegue: 12 701 kg (27 993 lb)
- Planta motriz: 1× turborreactor Wright J-65-W-3.
  - Empuje normal: 32,2 kN (3283 kgf; 7239 lbf) de empuje.

### Rendimiento
- Velocidad máxima operativa (Vno): 1119 km/h (695 MPH; 604 kt)
- Alcance: 1304 km (704 nmi; 810 mi)
- Techo de vuelo: 14 000 m (45 932 ft)
- Régimen de ascenso: 42 m/s (8268 ft/min)
- Carga alar: 423 kg/m² (86,6 lb/ft²)

### Armamento
- Ametralladoras: 

  - 6× Browning M3 de 12,7 mm
- Bombas: 

  - >2727 kg (6000 lb) de cohetes y bombas, incluida una bomba nuclear Mark 7

### Aviónica
- Mira A-1CM o A-4 con radar de telemetría APG-30 o MK-18
- Equipo de radio de mando AN/ARC-33 o 34
- Equipo IFF AN/APX-6 o 6A
- Radio brújula AN/AR-6
- Equipo de radar AN/APW-11 o 11A
- Equipo TACAN AN/APN-21

## Aeronaves relacionadas

### Desarrollos relacionados
- Republic F-84 Thunderjet
- Republic XF-84H Thunderscreech

### Aeronaves similares
- Grumman F9F Panther
- Grumman F9F Cougar
- Dassault MD 452 Mystère II
- de Havilland Venom
- Gloster Meteor
- Saab 32 Lansen

### Secuencias de designación
- Secuencia F-_ (Cazas (Fighter) del USAAC/USAAF/USAF, 1924-1962): ← XP-81 - P-82/F-82 - XP-83 - P-84/F-84/F/H - P-85/F-85 - P-86/F-86/D - P-87/F-87 -- F-93 - F-94 - F-95 - F-96 - F-97 - F-98 - F-99 →